# Улица Громова (Новосибирск)
Улица Гро́мова — улица, расположенная на юге Кировского района города Новосибирска. Является одной из трёх улиц Затулинского жилмассива.
Названа в честь Игнатия Владимировича Громова — революционера, большевика, борца за Советскую власть в Сибири, одного из руководителей красных партизан в годы Гражданской войны на Алтае и в годы Великой Отечественной войны на оккупированных территориях, первого почётного жителя Новосибирска.